# Nora Nora
Nora Nora (COBISS) je drama Evalda Flisarja, izšla je leta 2006.

## Vsebina
Nora Nora je dramsko besedilo, ki že z naslovom in imeni oseb nakazuje, da gre za igro zrcaljenja. V tej drami spoznamo dva para (prvi par sta Helmer 1 in Nora 1, drugi par sta Helmer 2 in Nora 2), ki živita vzporedno. Gre za naveličane zakonce, ki med seboj obračunavajo z verbalnim nasiljem, saj niso zmožni vzpostavitve harmoničnega odnosa. Nazadnje se pari zamenjajo, dobimo dva nova para: Helmerja 1 in Noro 2 ter Helmerja 2 in Noro 1. Tudi nova para ne obstaneta, zato se osebe vrnejo k prvotnemu partnerju.